# Егіно (герцог Тюрингії)
Егіно (д/н — 3 серпня 908) — герцог Тюрингії.

## Життєпис
Син або онук Поппо I, графа Грапфельда і Заальгау з Франконського герцогства. У 882 році спільно з саксонцями атакував володіння свого брата — Поппо, маркгерцога Тюринзького, якому завдав поразки. 883 року згадується як герцог Тюрингії. Втім невдовзі під тиском короля Карла III поступився володінням братові. Натомість став графом Баденахгау.
Загинув Егіно у битві проти угорців біля Айзенаху 908 року.